# Jan Woźniak

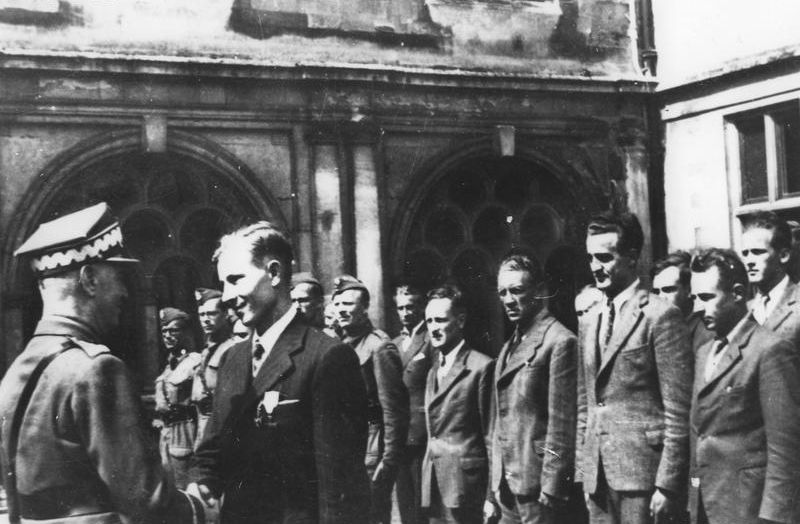
Gen. Władysław Sikorski w ośrodku szkoleniowym cichociemnych w Audley End dekoruje ppor. Michała Fijałkę Orderem Virtuti Militari. W pierwszym szeregu stoją od lewej po cywilnemu: kpt. dypl. Wincenty Ściegienny lub ppor. Jan Woźniak, por. Bolesław Kontrym, por. Tadeusz Gaworski, por. Hieronim Łagoda, za nim ppor. Władysław Kochański, por. Leonard Zub-Zdanowicz, por. Stanisław Winter (28 sierpnia 1942 roku)

Jan Woźniak vel Jan Łuczko pseud.: Kwaśny, Rozbitek (ur. 13 września 1917 w Buszkówku, zm. 19 marca 1984 w Bydgoszczy) – polski inżynier mechanik, kapitan piechoty Wojska Polskiego, cichociemny.

## Życiorys
Ucząc się w szkole średniej należał do ZHP, był zastępowym. Po ukończeniu Wydziału Mechanicznego Średniej Szkoły Technicznej w Brześciu w 1935 roku i uzyskaniu dyplomu technika mechanika wstąpił do Szkoły Podchorążych Rezerwy Saperów w Modlinie. Po jej ukończeniu, od 1936 roku pracował jako sekretarz techniczny Urzędu Miar i Wag w Brześciu, a od 1938 roku jako technik maszynowy referent ruchu Parowozowni Głównej w Stanisławowie. Na stopień podporucznika został mianowany ze starszeństwem z dniem 1 stycznia 1938 i 3324. lokatą w korpusie oficerów rezerwy piechoty.
We wrześniu 1939 roku służył w batalionie marszowym 48 pułku piechoty Strzelców Kresowych w Stanisławowie, na stanowisku dowódcy plutonu pionierów, a od 8 września w Ośrodku Zapasowym 11 Karpackiej Dywizja Piechoty w Stryju. 18 września przekroczył granicę polsko-węgierską. Był internowany na Węgrzech do 2 maja 1940 roku, kiedy uciekł. 17 maja dotarł do Francji, gdzie został skierowany na kurs przeciwpancerny w Granville, który ukończył 20 czerwca. Po upadku Francji, 22 czerwca przedostał się do Wielkiej Brytanii, gdzie służył w 1 kompanii 8 batalionu kadrowego strzelców
3 Brygady Strzelców, następnie w 4 Brygadzie Kadrowej Strzelców i 1 Samodzielnej Brygadzie Spadochronowej.
Zgłosił się do służby w kraju. Przeszedł szkolenie w zakresie dywersji i został zaprzysiężony 13 stycznia 1942 roku na rotę Armii Krajowej w Oddziale VI Naczelnego Wodza. W nocy z 1 na 2 września 1942 roku został zrzucony do kraju w ramach akcji „Chickenpox” dowodzonej przez por. naw. Radomira Walczaka (zrzut na placówkę odbiorczą „Igła” 18 km na zachód od centrum Warszawy, na skraju Puszczy Kampinoskiej). Po aklimatyzacji dostał w październiku przydział do Okręgu Nowogródek AK, gdzie w styczniu 1943 roku objął stanowisko dowódcy Kedywu i zastępcy komendanta Inspektoratu Południowego tego okręgu. Organizował i szkolił patrole dywersyjne, prowadził działania dywersyjne na szlakach komunikacyjnych Inspektoratu, produkował materiały wybuchowe i miny. Od maja 1944 roku dowodził specjalną kompanią szturmową w VII batalionie 77 pułku piechoty AK. Dowódcą tego batalionu był Jan Piwnik „Ponury”. Brał udział w operacji „Ostra Brama”. Po walkach o Wilno wrócił na teren Inspektoratu. W maju 1945 roku jako repatriant przeniósł się do Górska, potem mieszkał w Szczecinie i Krakowie, gdzie w latach 1946–1952 studiował na AGH, uzyskując tytuł inżyniera mechanika i magistra nauk technicznych. Od lat 60. mieszkał w Bydgoszczy.
Pracował w: Oddziale Mechanicznym Zarządu Trakcji PKP w Szczecinie jako inżynier techniczny (1945–1951), Zakładzie Wiodącym Kombinatu Wyrobów Nożowniczych i Nakryć Stołowych „Gerlach” jako główny mechanik, Bydgoskich Zakładach Przemysłu Gumowego „Stomil” w Bydgoszczy jako główny mechanik i od 1963 roku w Dziale Produkcji Zakładów Naprawczych Taboru Kolejowego w Bydgoszczy na stanowiskach: starszego inżyniera, kierownika oddziału produkcji, specjalisty planowania i kierownika zespołu. W 1978 roku przeszedł na emeryturę.
Po śmierci został pochowany na cmentarzu św. Wincentego à Paulo w Bydgoszczy.

## Awanse
- podporucznik – ze starszeństwem z dniem 1 stycznia 1938 roku
- porucznik – ze starszeństwem z dniem 1 września 1942 roku
- kapitan – 1 stycznia 1945 roku.

## Ordery i odznaczenia
- Krzyż Srebrny Orderu Virtuti Militari nr 13342[4]
- Złoty Krzyż Zasługi z Mieczami
- Medal Wojska – czterokrotnie.

## Życie rodzinne
Był synem Władysława, kolejarza, i Marii z domu Tarki. Był dwukrotnie żonaty: w 1939 roku ożenił się Czesławą Czajkowską, a w 1946 roku – z Heleną Matusewicz (1923–2004), z którą miał czworo dzieci: Grażynę (ur. w 1947 roku), zamężną Wojciechowską, Krzysztofa (ur. w 1950 roku), Marka (ur. w 1953 roku) i Bożenę (ur. w 1959 roku), zamężną Makuch.